# Khasia cordillerensis
Khasia cordillerensis és una espècie extinta de marsupial microbioteri de la família Microbiotheriidae. Representen les troballes fòssils més antigues conegudes de microbioteri. Estan datades en el Paleocè inferior i aparegueren a Tiupampa (Bolívia).